# Traité de Baden (1718)
Pour les articles homonymes, voir Traité de Baden.
Le Traité de Baden ou Paix de Baden, signé le 16 juin 1718, met fin à la guerre la guerre de Toggenburg entre les différents membres de la Confédération des XIII cantons. Il impose plusieurs modifications politiques, en particulier sur la possession des bailliages communs (les cantons catholiques sont exclus de la gestion des bailliages de Baden et de Freie Ämter bas alors que Berne est admis dans celui de Freie Ämter haut, de la Thurgovie, du Rheintal et de Sargans) ainsi que sur le mode de décision lors des réunions de la diète qui passe de la majorité simple (acquise aux catholiques) à la décision d'un tribunal constitué à parts égales de catholiques et de protestants.
Ce traité est la ratification de la Paix d'Aarau de 1712. Le traité fut rejeté un peu plus tard par le pape Clément XI mais cela n'eut aucune influence sur la solution du conflit.